# Koichi Kashiwaya
Koichi Kashiwaya (ur. grudzień, 1949) – aikidoka, 8. dan (Hachidan) Shin Shin Toitsu Aikido. Od 1983 główny instruktor Ki Society USA (dane z 2006).
Kashiwaya rozpoczął treningi aikido w 1969. Od 1970 do 1973 trenował pod nadzorem Koichi Tohei. W 1975 rozpoczął intensywne treningi jako uchideshi dla Koichi Tohei. Po zakończeniu treningu uchideshi w 1977, Kashiwaya przeniósł się do Boulder w stanie Kolorado, gdzie założył Rocky Mountain Ki Society. Jest założycielem The Midland Ki Federation, która posiada swoje dojo w Denver, Kansas City, Lawrence KS, Saint Louis oraz Austin TX.